# تشان فنتيان
كان تشان فنتيان (30 أغسطس 1900 - 1 يوليو 1976) سياسيًا صينيًا وزعيمًا رفيع المستوى في الحزب الشيوعي الصيني.
ولد في نانهوي، وتلقى تعليمه في مدرسة هوهاي للهندسة المدنية في نانجينغ وأمضى عامًا في جامعة كاليفورنيا. انضم لاحقًا في 1925 إلى الحزب الشيوعي الصيني وأُرسل للدراسة في جامعة صن يات سن في موسكو، من 1926 إلى 1930. كان عضوًا في المجموعة المعروفة باسم البلاشفة الثمانية والعشرين، لكنه تحول إلى دعم ماو تسي تونغ أثناء المسيرة الطويلة. تبوأ منصب الأمين العام للحزب الشيوعي الصيني من 1935 إلى 1943، وذلك حين أُلغي المنصب. ظل عضوًا في المكتب السياسي، لكنه احتل المرتبة 12 من أصل 13 في الهيئة السياسة السابعة وخفض مركزه إلى عضو بديل في الهيئة السياسية الثامنة.
كان نائبًا أول لوزير خارجية جمهورية الصين الشعبية من ديسمبر 1954 إلى نوفمبر 1960. وكان أحد المشاركين في المسيرة الطويلة، وعمل لاحقًا سفيرًا لدى الاتحاد السوفيتي من أبريل 1951 إلى يناير 1955. وفي مؤتمر لوشان عام 1959، دعم بن ديهواي وخسر السلطة مع بن. خلال الثورة الثقافية تعرض للهجوم باعتباره حليفًا لبن وليو شاو تسي؛ وقد أعاد دين شياو بنغ تأهيله بعد وفاة ماو.

## حياته

### بدايات حياته
في 30 أغسطس 1900، ولد تشان فنتيان في قرية دينغ سان، نانهوي، بمقاطعة جيانغسو. هاجر أسلاف تشان إلى بودونغ من مقاطعة تشينغهي تجنبًا للحرب. كان جده تشان شيانغفو ووالده تشان تشي مي مزارعين، وكانت والدته جين تيانهوا قد التحقت بمدرسة خاصة. كان تشان فنتيان الابن الأكبر للعائلة. وفي 1915، التحق بمدرسة مصايد الأسماك الإقليمية في جيانغسو. بعد الدراسة لمدة عامين، قرر الانتقال لأنه لم يستطع التعود جسديًا على بيئة الدراسة هناك. وفي 1917، التحق بمدرسة الهندسة المدنية في هوهاي. في هذه المرحلة، اطلع تشان فنتيان على دورية الشباب الجديد لمؤسسها تشن دوسيو، وبدأ يميل نحو فكرة الثورة البلشفية.
بعد اندلاع حركة الرابع من مايو في 1919، شارك تشان فنتيان في الحركات الطلابية وانخرط في الإبداع الأدبي والترجمة. وفي يوليو 1920، ذهب تشان فنتيان وزميله شين تسه مين للدراسة في اليابان. درسا اللغة اليابانية والفلسفة ونصوص أخرى في العلوم الاجتماعية. وفي يناير 1921، عاد تشان فنتيان إلى الصين، وأصبح محررًا لدى دار تشونغوا للنشر، وعمل مع زملاءه زو شانشينغ وتيان هان ولي دا وهي شوهن. وفي 5 يناير 1922، نشر تشان فنتيان «مصدر الفوضى في الصين وسبل الحل». وجاء فيه: «إننا نشعر بالقلق الشديد إزاء هذا المجتمع اللاعقلاني، ولكن ما هي الأساليب التي ينبغي لنا أن نستخدمها لتغييره؟ إلى ماذا ينبغي أن يتحول؟ عدم المقاومة؟ المقاومة؟ الفوضوية؟ الاشتراكية؟ كالماء المتدفق في النهر، فإنه يقلقني باستمرار. ومع ذلك، لا يمكن للحياة أن تستمر بدون قرار. ومن الطبيعي إذن ألا نسلك سوى الطريق الاشتراكي». في أغسطس، ذهب تشان فنتيان للدراسة في جامعة كاليفورنيا ببيركلي على نفقته الخاصة. أخذ عدة دورات، لكنه لم يُسجل رسميًا.
عاد تشان فنتيان إلى وطنه في يناير 1924، واستمر في عمله محررًا لدى دار تشونغوا للنشر. وفي أكتوبر 1924، تلقى تشان فنتيان دعوة من فرع تشنغدو لجمعية الشباب الصينيين وتولى وظيفة مدرس اللغة الإنجليزية في مدرسة تشونغ تشينغ النسائية الثانية مع زميليه شياو تشونو ويانغ أنغونغ. وفي مايو 1925، غادر تشان فنتيان سيتشوان وعاد إلى شنغهاي مع شياو تشونو بهدف نشر الأفكار الثورية. وفي يونيو، اقترح شين زيمين ودونغ يي شيانغ اسم تشان فنتيان للانضمام إلى الحزب الشيوعي الصيني. وذهب في أكتوبر إلى موسكو من أجل الدراسة في جامعة صن يات سن.
بينما كان تشانغ يدرس ويعلم في موسكو بين عامي 1925 و1930، كان نيكولاي بوخارين لا يزال في السلطة. اطلع تشانغ على نظرية بوخارين في السماح بتفعيل الاقتصاد الريفي الخاص من خلال التعاونيات التوريدية والتسويقية، وهذا من شأنه أن يؤثر بشكل عميق في وقت لاحق على وجهات نظر تشان السياسية الخاصة. كان تشان يحظى باحترام كبير في دائرة الحزب الشيوعي الصيني لمعرفته الشاملة ببوخارين، بالإضافة إلى الماركسية واللينينية.
وفي مطلع عام 1928، كان بعض أعضاء فرع الحزب الشيوعي الصيني في جامعة صن يات سن غير راضين عن عمل مكتب فرع المدرسة. تجاهل مكتب فرع المدرسة قيادة الحزب وسعى إلى إعادة هيكلة فرع الحزب الشيوعي. بلغ صراع السلطة بين الفصيلين في موسكو ذروته في صيف 1928، وعُقد اجتماع لمدة عشرة أيام من أجل مناقشة عمل مكتب المدرسة. أيد أمين لجنة الحزب الشيوعي السوفيتي مكتب فرع المدرسة. وعلى الرغم من معارضة غالبية الطلاب، وبدعم من الفصائل الأقلية بمن فيهم بو غو وآخرين، مُرر التصويت لدعم مكتب فرع المدرسة. وبعد الاجتماع، أطلق الفصيل المعارض على المؤيدين الفخورين لفرع المدرسة لقب «البلاشفة الثمانية والعشرين»، وكان تشان فنتيان واحدًا منهم.
في 19 مايو 1930، نشر تشان فنتيان مقالًا بعنوان «على خطى النضال». وأشار المقال إلى أن الحزب الشيوعي لا يحتاج فقط إلى معارضة الجناح اليميني داخل الحزب، بل يحتاج أيضًا إلى معارضة الجناح اليساري داخل الحزب. وقد اعتُبر هذا المقال موجهًا ضد لي لي سان وتطرفه الذي عُرف فيما بعد باسم «خط لي لي سان».